# 제37회 인도 국제 영화제
제37회 인도 국제 영화제는 2006년 11월 23일에 열린 시상식이다. 2006년 11월 23일부터 12월 3일까지 고아주에서 개최되었다. 호주 감독 롤프 드 히어(Rolf de Heer)가 이끄는 심사위원단은 프랑스 감독 올리비에 아사야스, 폴란드 여배우 그라지나 사포워프스카, 아르헨티나 여배우 레티시아 브레디체(Leticia Bredice), 인도의 자누 바루아(Jahnu Barua)로 구성됐다.
올해 기술 회고전이 개최되어 영화 '최첨단(Cutting Edge)' 부문을 비롯한 디지털 편집에 대한 주제를 다루고 스티븐 코헨(Steven Cohen) 편집자의 프레젠테이션이 진행되며, 이탈리아 기술자들이 영화 복원 및 디지털 애니메이션에 대한 특별 프레젠테이션을 진행했다.
이 영화제는 나디라를 포함한 11명의 인도 영화인에게 경의를 표했다.

## 수상 및 후보

### 심사위원특별상
- Nirontor - Abu Sayeed 수상